# Aitor Embela
Aitor Embela Gil, abrégé Aitor Embela, né le 17 avril 1996 à Figueras en Espagne, est un footballeur international équatoguinéen, possédant également la nationalité espagnole. Il évolue au poste de gardien de but au Real Valladolid B.

## Carrière

### En club
Aitor Embela rejoint le Real Valladolid B lors de l'été 2016.

### En sélection
Il honore sa première sélection le 7 janvier 2015 lors d'un match amical contre le Cap-Vert. Aitor Embela dispute sa première compétition internationale lors de la Coupe d'Afrique des nations 2015 en Guinée équatoriale. En décembre 2023, il est retenu dans la liste des vingt-sept joueurs équatoguinéens par Juan Micha pour disputer la Coupe d'Afrique des nations 2023.

## Statistiques
| Saison                | Club                  | Championnat           | Championnat | Championnat | Coupe(s) nationale(s) | Coupe(s) nationale(s) | Total | Total |
| Saison                | Club                  | Division              | M.          | B.          | M.                    | B.                    | M.    | B.    |
| 2015-2016             | CF Reus Deportiu      | Segunda División B    | 0           | 0           | 0                     | 0                     | 0     | 0     |
| 2016-2017             | Real Valladolid B     | Segunda División B    | 0           | 0           | -                     | -                     | 0     | 0     |
| Total sur la carrière | Total sur la carrière | Total sur la carrière | 0           | 0           | 0                     | 0                     | 0     | 0     |